# Il romanzo di Mozart - Il fratello del fuoco
Il fratello del fuoco (Le Frère du feu) è il terzo libro della tetralogia Il romanzo di Mozart scritta da Christian Jacq. In Francia è uscito nel 2006, mentre in Italia il 6 giugno dello stesso anno.

## Trama
Sostenuto dal fedelissimo amico Thamos, giunto a Vienna dall'Alto Egitto, Mozart, ora un membro della massoneria, scala rapidamente i ranghi, diventandone Compagno e poi Maestro, il che gli fornisce l'ispirazione per due opere che gli varranno l'immortalità: Le nozze di Figaro e il Don Giovanni. Il celebre viennese riesce anche a sposarsi e a diventare padre, e il suo futuro sembra roseo... e lo sarebbe se non fosse minacciato da nere nubi che si addensano nel cielo: in Francia, al di là della frontiera, il popolo è stanco dell'indolenza del sovrano, e i tempi sono buoni per la Rivoluzione, un evento che potrebbe cambiare per sempre il volto dell'Europa...

## Personaggi
- Mozart
- Thamos

## Edizioni
- Christian Jacq, Il romanzo di Mozart - Il fratello del fuoco, traduzione di Federica Niola, collana Romanzi, Cairo Publishing, 6 giugno 2006,  p. 359, ISBN 978-8860520289.